# 射频连接器

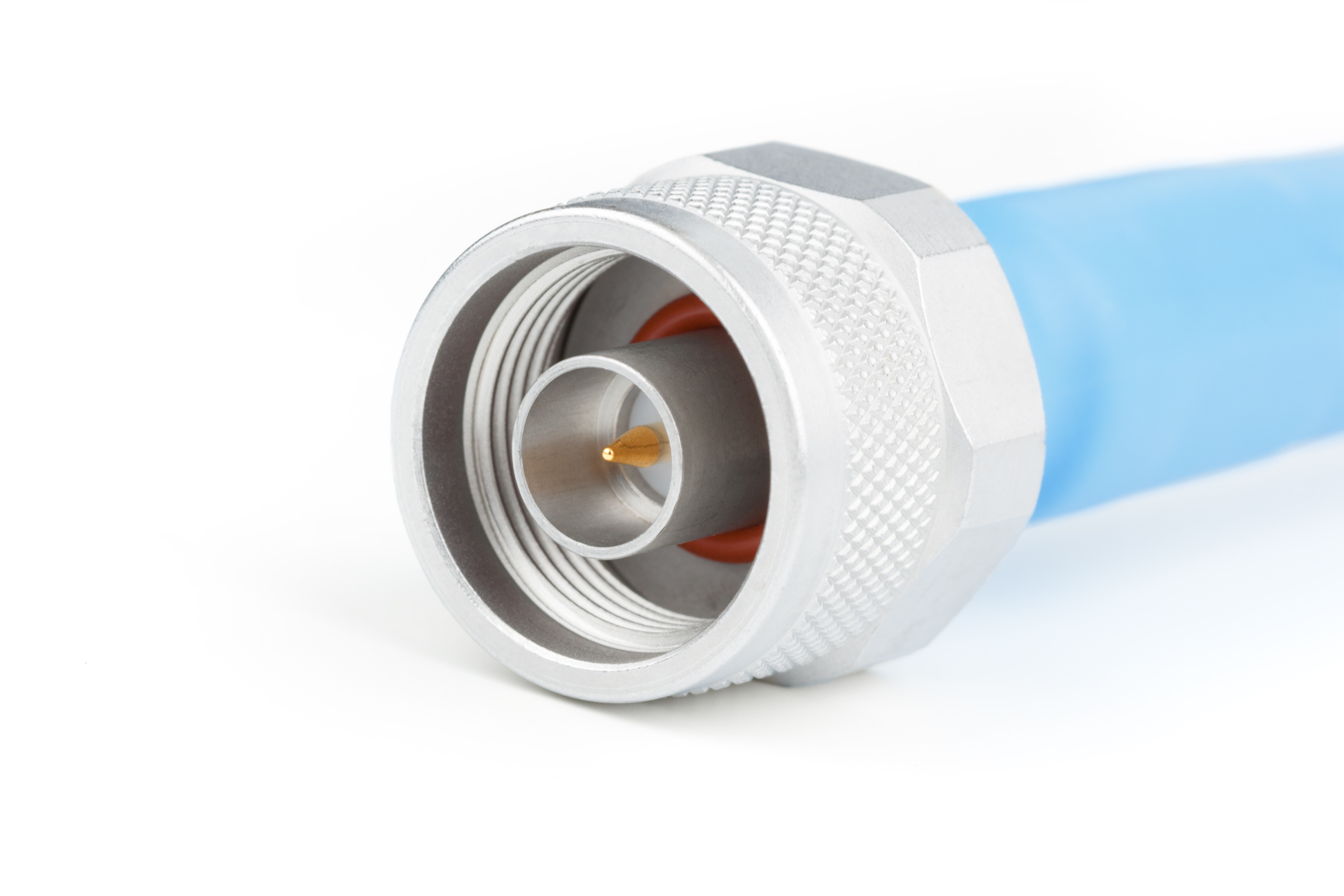
N型同轴電纜射频连接器（公头）

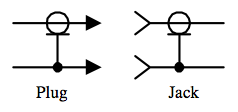
公和母同轴连接器的电子符号

时域反射计显示由于配对RF连接器中的阻抗变化引起的反射。

射频连接器，或稱RF端子，1980年代被廣泛使用於任天堂紅白機與當時的阴极射线管的电视机的雙引線的訊號連接。

## 同轴射频连接器
同轴射频连接器是一种电子连接器，设计用于在兆赫兹范围内的无线电频率下工作。  RF连接器通常与同轴电缆一起使用，并设计用于保持同轴设计提供的屏蔽。  更好的模型还可以最大限度地减少连接处传输线阻抗的变化。  在机械方面，它们可以提供紧固机构（ 螺纹 ， 卡口 ，支架， 盲配 ）和用于低欧姆电綫接触的弹簧 ，同时保留金屬表面，从而允许非常高的配合周期并减小插入力 。  射频（RF）电路设计领域的研究活动在2000年代飙升，直接响应了社會对廉价，高数据速率无线收发器的巨大市场需求。 

## 其他
- RF连接器类型列表（英语：List of RF connector types）
- 天线插座（英语：TV aerial plug）
- 同轴电缆
- 类别：同轴连接器
- 光纤连接器